# Gnamptogenys costata
Gnamptogenys costata is een mierensoort uit de onderfamilie van de Ectatomminae. De wetenschappelijke naam van de soort is voor het eerst geldig gepubliceerd in 1889 door Emery.